# Mikhaïl Liapounov (astronome)
Pour les articles homonymes, voir Mikhaïl Liapounov et Liapounov.
Mikhaïl Vassiliévitch Liapounov (en russe : Михаил Васильевич Ляпунов), né le 30 septembre 1820 (12 octobre dans le calendrier grégorien) et mort le 20 novembre 1868 (2 décembre dans le calendrier grégorien), est un astronome russe ayant enseigné à l'université de Kazan.

## Biographie
Mikhaïl Vassiliévitch Liapounov naît le 30 septembre 1820 (12 octobre dans le calendrier grégorien). Après une scolarité au premier gymnasium de Kazan, il intègre la faculté de mathématiques de l'université voisine, où les cours de Nikolaï Ivanovitch Lobatchevski éveillent son intérêt pour cette discipline et pour l'astronomie. Après avoir décroché son diplôme de candidat avec médaille d'argent en 1839, il est envoyé à Saint-Pétersbourg pour récupérer des instruments astronomiques fabriqués à Munich sur commande de son université. Il enseigne ensuite les mathématiques au deuxième gymnasium de Kazan, puis, en 1840, il est nommé au poste nouvellement créé d'astronome-observateur (астроном-наблюдатель) à l'observatoire de l'université : il participe notamment, aux côtés de Lobatchevski et Knorre, à l'équipement de l'expédition mise sur pied pour observer l'éclipse solaire totale du 26 juin 1842 (8 juillet dans le calendrier grégorien) à Penza. La même année, l'observatoire est touché par un incendie qui endommage de nombreux appareils, dont une nouvelle monture équatoriale : Liapounov est chargé de les apporter pour réparation à l'observatoire de Poulkovo, où il reste jusqu'à leur réhabilitation en 1845. Durant ce séjour, il poursuit ses recherches astronomiques sous la direction, entre autres, de Friedrich Georg Wilhelm von Struve, de son fils Otto et de Georg Sabler (ru). En 1843, il participe à une grande expédition chronométrique pour mesurer la différence de longitude entre Poulkovo et Altona ; par la suite, il prend part à une autre expédition de relevés géographiques du territoire russe.
De retour à Kazan en 1845, il réintègre son poste d'astronome-observateur : il y manie notamment la lunette méridienne et le réfracteur. En 1847, il est de nouveau envoyé à Poulkovo pour en ramener une lunette méridienne Repsold, puis, de 1847 à 1851, il travaille à déterminer la position des étoiles de la nébuleuse d'Orion — travail particulièrement éprouvant, puisque les observations qu'il nécessite ne se font qu'en hiver, par des températures très basses.
En 1850, Liapounov est promu chef de l'observatoire de Kazan, et directeur des étudiants en astronomie pratique. De 1852 à 1854, il mène une campagne d'observation des étoiles situées entre +20 et +24° de déclinaison, dont il compare les positions à celles des étoiles les plus brillantes observées à Poulkovo. Les résultats de ces mesures restent toutefois inédits, une dégradation de sa santé et des dissensions avec le nouveau professeur d'astronomie Marian Kowalski (en) le conduisant à se retirer de l'observatoire. Élu membre correspondant de l'université de Kazan en 1855, il se consacre par la suite à l'enseignement et dirige le lycée Demidov (en) de Iaroslavl de 1856 à 1864. Ses problèmes de santé finissent par l'amener à prendre sa retraite : il passe ses dernières années dans son domaine du gouvernement de Novgorod, où il meurt le 20 novembre 1868 (2 décembre dans le calendrier grégorien).